# Liste des ministres sénégalais de l'Intérieur
Liste des ministres de l'Intérieur de la République du Sénégal :
- Valdiodio Ndiaye
- Mamadou Dia
- Ousmane Alioune Sylla
- Doudou Thiam
- Abdoulaye Fofana (décembre 1962 - mars 1965)
- Amadou Cissé Dia
- Amadou Clédor Sall
- Jean Collin
- Médoune Fall (janvier 1981 - avril 1983)
- Ibrahima Wone (mai 1983 - octobre 1987)
- Jean Collin (octobre 1987 - 1988)
- André Sonko (1988 - 1990)
- Famara Ibrahima Sagna (27 mars 1990 - 8 avril 1991)
- Madieng Khary Dieng (avril 1991 - mai 1993)
- Djibo Leyti Kâ (1993 - 1995)
- Abdourahmane Sow (1995-1997)
- Général Lamine Cissé (1997 - 2000)
- Général Mamadou Niang (2000 - 2003)
- Macky Sall (août 2003 - avril 2004)
- Cheikh Sadibou Fall (22 avril 2004 - 2 novembre 2004)
- Ousmane Ngom (2 novembre 2004 - avril 2008)
- Cheikh Tidiane Sy (avril 2008 - octobre 2009)
- Bécaye Diop (octobre 2009 - mai 2009)
- Ousmane Ngom (mai 2009 - Avril 2012)
- Mbaye Ndiaye (avril 2012 - octobre 2012)
- Général Pathé Seck (octobre 2012 - septembre 2013)
- Abdoulaye Daouda Diallo (septembre 2013 - septembre 2017)
- Aly Ngouille Ndiaye (septembre 2017 - avril 2019)
- Antoine Diome (avril 2019 - 2023)
- Sidiki Kaba (2023 - 2024)
- Mouhamadou Makhtar Cissé (mars-avril 2024)
- Général Jean Baptiste Tine (depuis avril 2024)